# It Snows in Hell
It Snows in Hell este un cântec al trupei Lordi.

## Lista cântecelor
1. It Snows in Hell (single version)
2. EviLove